# Büchen (Halver)
Büchen ist eine Hofschaft in Halver im Märkischen Kreis im Regierungsbezirk Arnsberg in Nordrhein-Westfalen (Deutschland).

## Lage und Beschreibung
Büchen liegt auf 360 Meter über Normalnull im westlichen Halver in einem Seitental der Ennepe. Der Ort ist über eine Zufahrt erreichbar, die bei Niederennepe von der Bundesstraße 229 abzweigt und die auch die benachbarten Orte Kreimendahl, Nonnenennepe und Büchermühle anbindet. Weitere Nachbarorte sind Büchenbaum, Hohenplanken, Eschen, Auf den Eicken, Eickerschmitte und Eickerhöhe. 

## Geschichte
Büchen wurde erstmals 1480 urkundlich erwähnt, die Entstehungszeit der Siedlung wird aber für den Zeitraum zwischen 1200 und 1300 am Ende der mittelalterlichen Rodungsperiode vermutet.
Um 1500 ist durch Urkunden belegt, dass der Hof Büchen dem bergischen Amt Beyenburg abgabenpflichtig war. Die Gerichtsbarkeit des Hofs unterstand einem extra für die bergischen Höfe im ansonsten märkisch beherrschten Kirchspiel Halver bestellten bergischem Richter, was häufig zu Streit mit dem für das Kirchspiel eigentlich zuständigen märkischen Gografen führte.
Im Jahre 1818 lebten zwölf Einwohner im Ort. 1838 gehörte Büchen unter dem Namen Beucken der Eickhöfer Bauerschaft innerhalb der Bürgermeisterei Halver an. Der laut der Ortschafts- und Entfernungs-Tabelle des Regierungs-Bezirks Arnsberg als Hof kategorisierte Ort besaß zu dieser Zeit drei Wohnhäuser und drei landwirtschaftliche Gebäude. Zu dieser Zeit lebten sieben Einwohner im Ort, allesamt evangelischen Glaubens.
Das Gemeindelexikon für die Provinz Westfalen von 1887 gibt eine Zahl von 21 Einwohnern an, die in drei Wohnhäusern lebten.